# Halle Berry

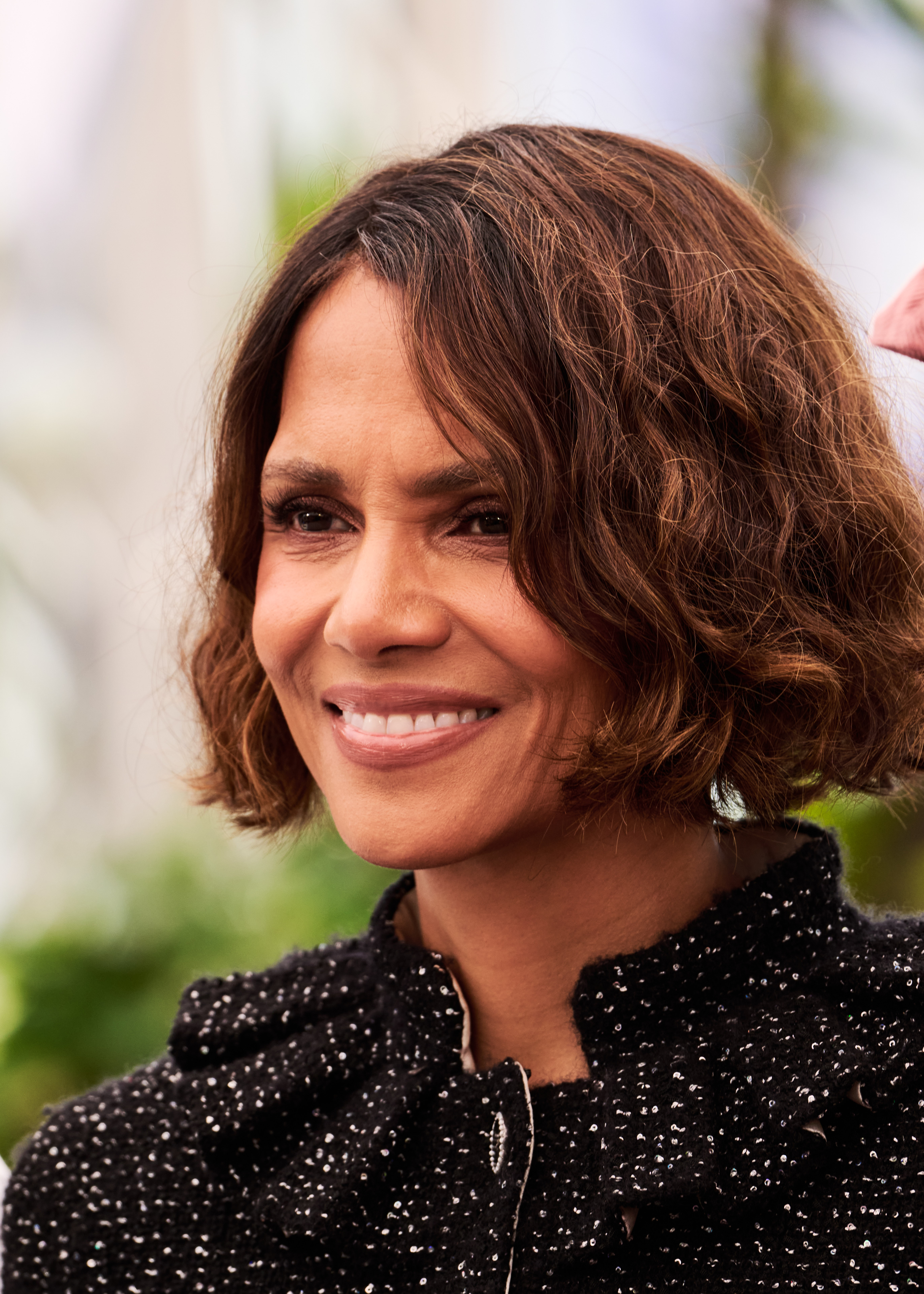
Halle Berry (2025)

Halle Maria Berry [ˈhælɪ ˈbɛɹɪ] (* 14. August 1966 in Cleveland, Ohio) ist eine US-amerikanische Schauspielerin und Regisseurin. Sie wurde unter anderem durch das Filmdrama Monster’s Ball bekannt, für das sie 2002 als erste und bisher einzige afroamerikanische Schauspielerin mit dem Oscar als Beste Hauptdarstellerin ausgezeichnet wurde.

## Leben

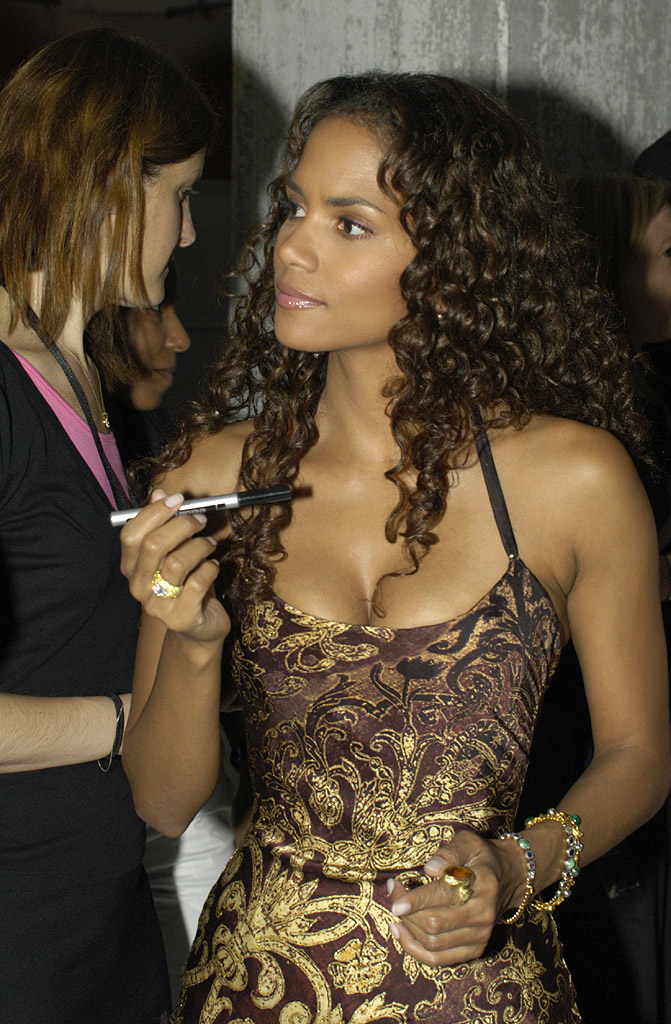
Halle Berry (2004)

Halle Berry, das Kind einer weißen Mutter und eines schwarzen Vaters, wurde von ihrer Mutter Judith nach dem beliebten Kaufhaus Halle’s Department Store in Cleveland benannt. Die Eltern trennten sich, als sie vier Jahre alt war. Die Mutter zog mit Halle und ihrer älteren Schwester in einen vorwiegend von Weißen besiedelten Vorort. Die Schwestern waren dort immer wieder rassistischen Anfeindungen ausgesetzt, sodass sich Halle sehr zurückzog.
Als Berry 1989 während der Dreharbeiten zur Fernsehserie Living Dolls das Bewusstsein verloren hatte, wurde bei ihr Diabetes mellitus Typ 1 diagnostiziert, seitdem engagiert sie sich ehrenamtlich in der „Juvenile Diabetes Association“. Außerdem verfügt Berry nur noch über 20 Prozent Hörfähigkeit auf dem linken Ohr, seit sie Anfang der 1990er-Jahre von einem gewalttätigen Freund geschlagen wurde.
1991 war sie mit Spike Lee liiert. Von 1992 bis 1996 war sie mit dem Baseballspieler David Justice und von 2001 bis 2005 mit dem R&B-Sänger Eric Benét verheiratet. Am 16. März 2008 wurde ihre Tochter geboren. Vater des Kindes ist Gabriel Aubry, mit dem sie ab Mitte Mai 2008 verlobt war. Im April 2010 wurde die Trennung des Paares bekannt. Im März 2012 gab Berry die Verlobung mit dem französischen Schauspielkollegen Olivier Martinez bekannt, an dessen Seite sie 2012 in dem Actionfilm Dark Tide mitgewirkt hatte. Ein Sorgerechtsstreit mit Aubry verhinderte im November 2012 ihre Pläne, mit Martinez und ihrer Tochter nach Paris umzuziehen. Am 13. Juli 2013 heiratete sie in Frankreich Olivier Martinez, am 5. Oktober 2013 wurde ihr Sohn geboren. Ende 2016 wurde die Ehe geschieden.

## Karriere

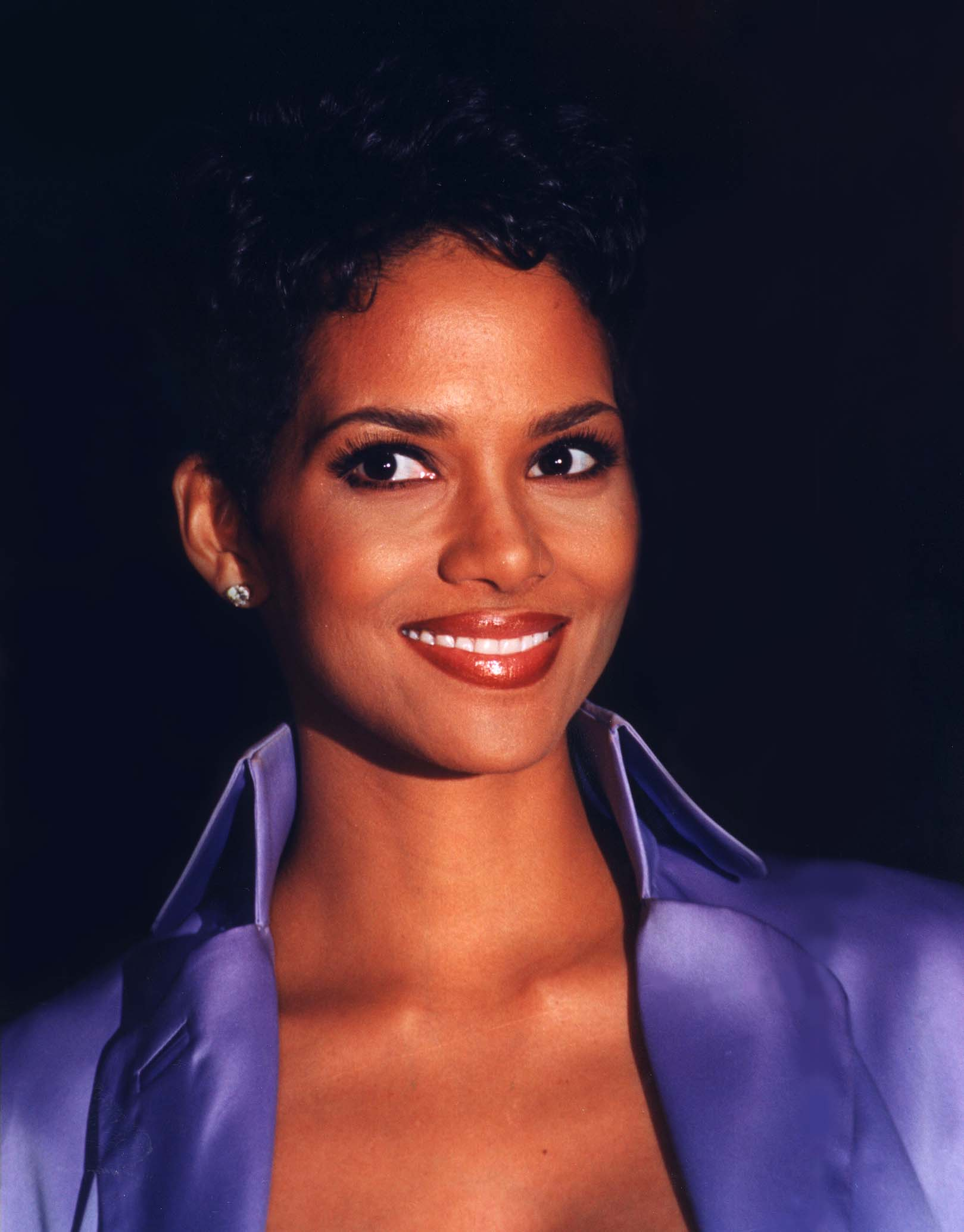
Halle Berry (1997)

Anfangs nahm sie an zahlreichen Schönheitswettbewerben teil, von denen sie einige gewann; unter anderem wurde sie „Miss Ohio USA“. Als erste Afroamerikanerin nahm sie 1986 an der „Miss-World“-Wahl teil. Dort erreichte sie den sechsten Platz. Im Alter von 18 Jahren entschied sie sich für ein Journalistik-Studium, das sie aber nach einem Praktikum abbrach. Danach versuchte sie es mit der Schauspielerei.
Ihren ersten Fernsehauftritt hatte sie 1991 in der TV-Comedyserie Living Dolls, kurz darauf bekam sie eine Rolle in der Fernsehserie Unter der Sonne Kaliforniens. Bei ihrem Filmdebüt hatte sie sich einer besonderen schauspielerischen Herausforderung zu stellen. In Spike Lees Jungle Fever (1991) spielte sie an der Seite von Wesley Snipes die drogensüchtige Vivian. Danach hatte sie Achtungserfolge mit dem Film Boomerang und der Fernsehminiserie Queen (1993). Internationale Aufmerksamkeit bescherte ihr 1994 der Film Flintstones – Die Familie Feuerstein. Darauf folgten einige weniger bedeutende Filme und erst 1999 konnte sich Berry in der TV-Produktion Rising Star wieder als Charakterdarstellerin zeigen.
Nach Rollen in Filmen wie X-Men und Passwort: Swordfish schaffte sie 2001 mit Monster’s Ball ihren Durchbruch. 2002 übernahm sie in James Bond – Stirb an einem anderen Tag an der Seite von Pierce Brosnan die Rolle einer Geheimagentin der NSA. 2004 erwies sich Catwoman als kommerzieller Misserfolg. Für ihre Darstellung wurde Berry 2005 mit der Goldenen Himbeere ausgezeichnet.
2010 kam das kanadische Drama Frankie and Alice in die Kinos, in dem sie die weibliche Hauptrolle spielte und das sie mitproduziert hatte. 2012 wurde sie von Brad Anderson für den Thriller The Call – Leg nicht auf! gecastet, in dem Berry eine Mitarbeiterin der LAPD-Notrufzentrale spielt. Der Film erschien 2013.
2020 wurde Berrys Regiedebüt Bruised veröffentlicht. Der Film wurde auch von Netflix unterstützt, in der Folge schloss Berry mit dem Streamingdienst einen Vertrag über mehrere Filme mit ihr in der Hauptrolle ab. Im Januar 2024 wurde in diesem Zusammenhang bekannt, dass der seit 2021 abgeschlossene Science-Fiction-Film The Mothership, produziert von Netflix, nicht veröffentlicht werde, da die Postproduktion und damit verknüpfte Nachdrehs nicht realisiert werden konnten und die Kosten zu hoch wurden. 
Im Jahr 2025 wurde sie beim 78. Filmfestival von Cannes als Jurymitglied des Hauptwettbewerbs ausgewählt.
Berry hält die Rechte an der Verfilmung des Lebens der afroamerikanischen Pianistin und Autorin Philippa Schuyler. Halle Berrys deutsche Synchronsprecherin ist Melanie Pukaß.

## Filmografie
- 1991: Jungle Fever
- 1991: Strictly Business
- 1991: Last Boy Scout – Das Ziel ist Überleben (The Last Boy Scout)
- 1992: Boomerang
- 1993: Queen (Miniserie)
- 1993: Der Kidnapper (Father Hood)
- 1993: The Challenge – Die Herausforderung (The Program)
- 1994: Flintstones – Die Familie Feuerstein (The Flintstones)
- 1995: Die andere Mutter (Losing Isaiah)
- 1996: Einsame Entscheidung (Executive Decision)
- 1996: Race the Sun – Im Wettlauf mit der Zeit (Race the Sun)
- 1996: Tödliche Verschwörung (The Rich Man’s Wife)
- 1997: Beverly Hills Beauties (B*A*P*S)
- 1998: Bulworth
- 1998: The Wedding (Fernsehfilm)
- 1998: Why Do Fools Fall in Love – Die Wurzeln des Rock ’n’ Roll (Why Do Fools Fall in Love)
- 1999: Rising Star (Introducing Dorothy Dandridge, Fernsehfilm)
- 2000: X-Men
- 2001: Passwort: Swordfish (Swordfish)
- 2001: Monster’s Ball
- 2002: James Bond 007 – Stirb an einem anderen Tag (Die Another Day)
- 2003: X-Men 2
- 2003: Gothika
- 2004: Catwoman
- 2005: Die Liebe stirbt nie (Their Eyes Were Watching God, Fernsehfilm)
- 2006: X-Men: Der letzte Widerstand (X-Men: The Last Stand)
- 2007: Verführung einer Fremden (Perfect Stranger)
- 2007: Eine neue Chance (Things We Lost in the Fire)
- 2010: Frankie & Alice
- 2011: Happy New Year (New Year’s Eve)
- 2012: Dark Tide
- 2012: Cloud Atlas
- 2013: Movie 43
- 2013: The Call – Leg nicht auf! (The Call)
- 2014: X-Men: Zukunft ist Vergangenheit (X-Men: Days of Future Past)
- 2014–2015: Extant (Fernsehserie, 26 Episoden)
- 2017: Kidnap - Entführt in Louisiana (Kidnap)
- 2017: Kingsman: The Golden Circle
- 2017: Kings
- 2019: John Wick: Kapitel 3 (John Wick: Chapter 3 – Parabellum)
- 2020: Bruised (auch Regie)
- 2022: Moonfall
- 2024: The Union
- 2024: Never Let Go

## Auszeichnungen und Nominierungen
Oscar
- 2002: Beste Hauptdarstellerin für Monster’s Ball

Golden Globe Award
- 2000: Beste Hauptdarstellerin – Mini-Serie oder TV-Film für Rising Star
- 2002: Nominierung als beste Hauptdarstellerin – Drama für Monster’s Ball
- 2006: Nominierung als beste Hauptdarstellerin – Mini-Serie oder TV-Film für Die Liebe stirbt nie
- 2011: Nominierung als beste Hauptdarstellerin – Drama für Frankie and Alice

Emmy
- 2000: Beste Hauptdarstellerin in einer Miniserie oder einem Fernsehfilm für Rising Star
- 2005: Nominierung als beste Hauptdarstellerin in einer Miniserie oder einem Fernsehfilm für Die Liebe stirbt nie

British Academy Film Award
- 2003: Nominierung als beste Hauptdarstellerin für Monster’s Ball

Screen Actors Guild Award
- 2000: Beste Darstellerin in einem Fernsehfilm oder Miniserie für Rising Star
- 2002: Beste Hauptdarstellerin für Monster’s Ball

Goldene Himbeere
- 2005: Schlechteste Schauspielerin für Catwoman
- 2014: Nominierung als schlechteste Schauspielerin für Movie 43 und The Call – Leg nicht auf!